# Oeneis californica
Oeneis californica är en fjärilsart som beskrevs av Jean Baptiste Boisduval 1869. Oeneis californica ingår i släktet Oeneis och familjen praktfjärilar. Inga underarter finns listade i Catalogue of Life.